# 第聶伯羅主站
第聂伯罗主站（羅馬化：Dnipro-Holovnyi）是烏克蘭第聂伯罗彼得罗夫斯克州首府第聂伯罗的最大鐵路車站。

## 歷史
該站於1884年俄羅斯帝國時期啟用，以第聂伯罗的原名葉卡捷琳諾斯拉夫作為站名。
1926年城市以苏共中央政治局候补委员、全俄中央执行委员会主席团委员格里戈里·彼得罗夫斯基的名字命名为聶伯彼得羅夫斯克，車站也隨之更名。
在第二次世界大戰期間，依照建築師阿列克謝·杜甚金的計劃，車站大樓被摧毀，並在其位置上建造了一座新的車站大樓，建築於1951年建成。
2016年5月19日，聶伯彼得羅夫斯克更名為第聂伯罗，車站亦更為現名。

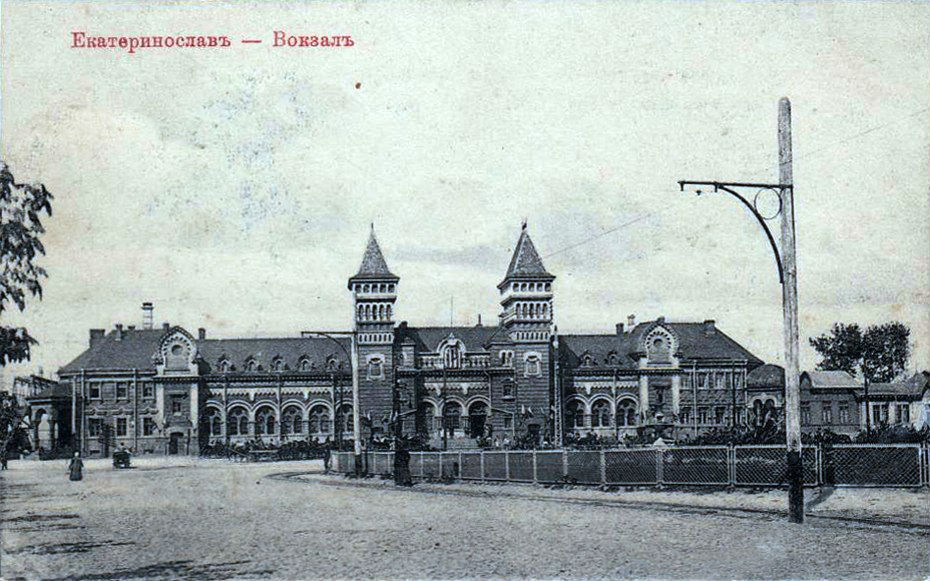
二十世紀初的葉卡捷琳諾斯拉夫車站